# Terpsichore flexuosa
Terpsichore flexuosa är en stensöteväxtart som först beskrevs av William Ralph Maxon, och fick sitt nu gällande namn av Alan Reid Smith. Terpsichore flexuosa ingår i släktet Terpsichore och familjen Polypodiaceae. Inga underarter finns listade.